# PC Card

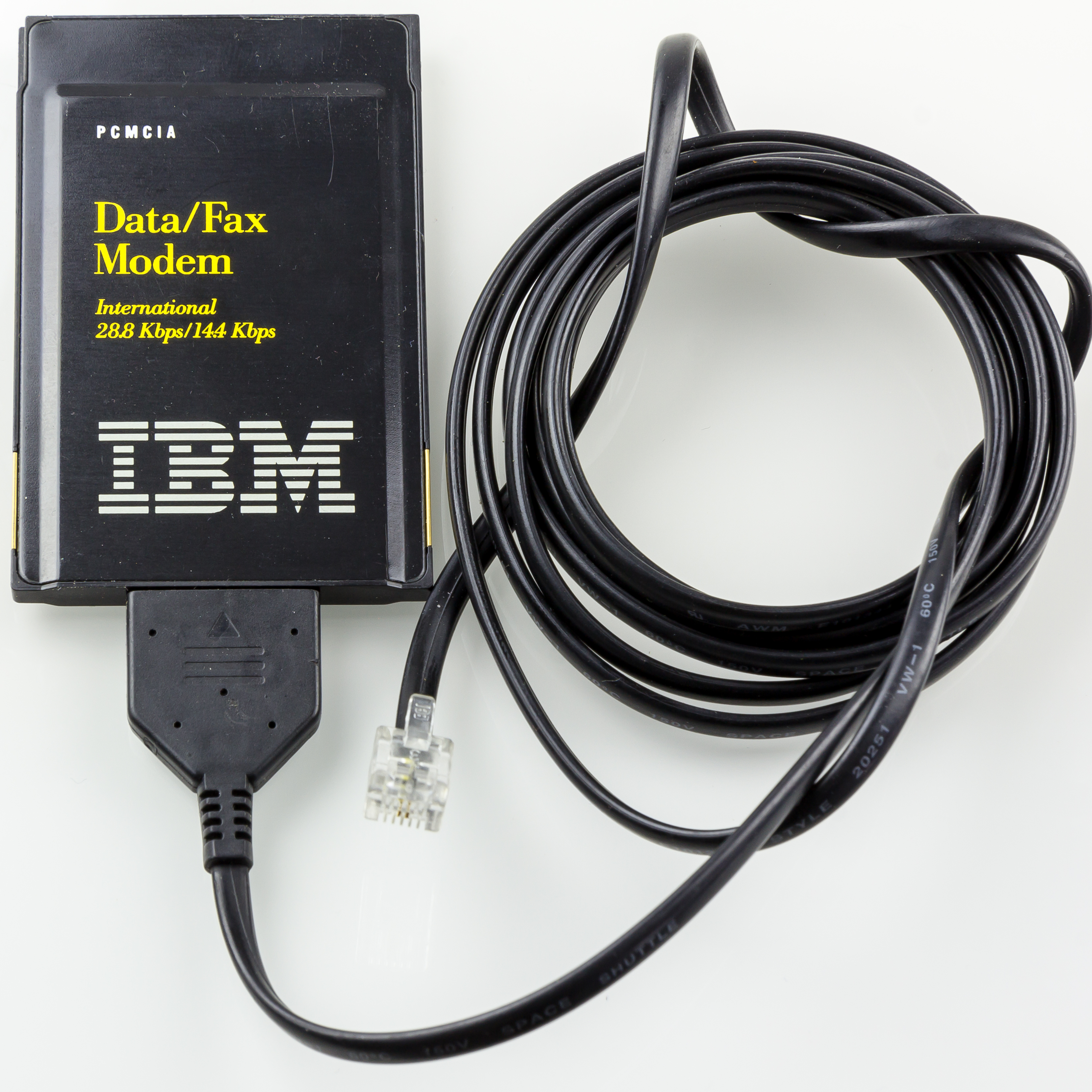
V.34 Daten-/Fax-Modem-
PC Card Typ II

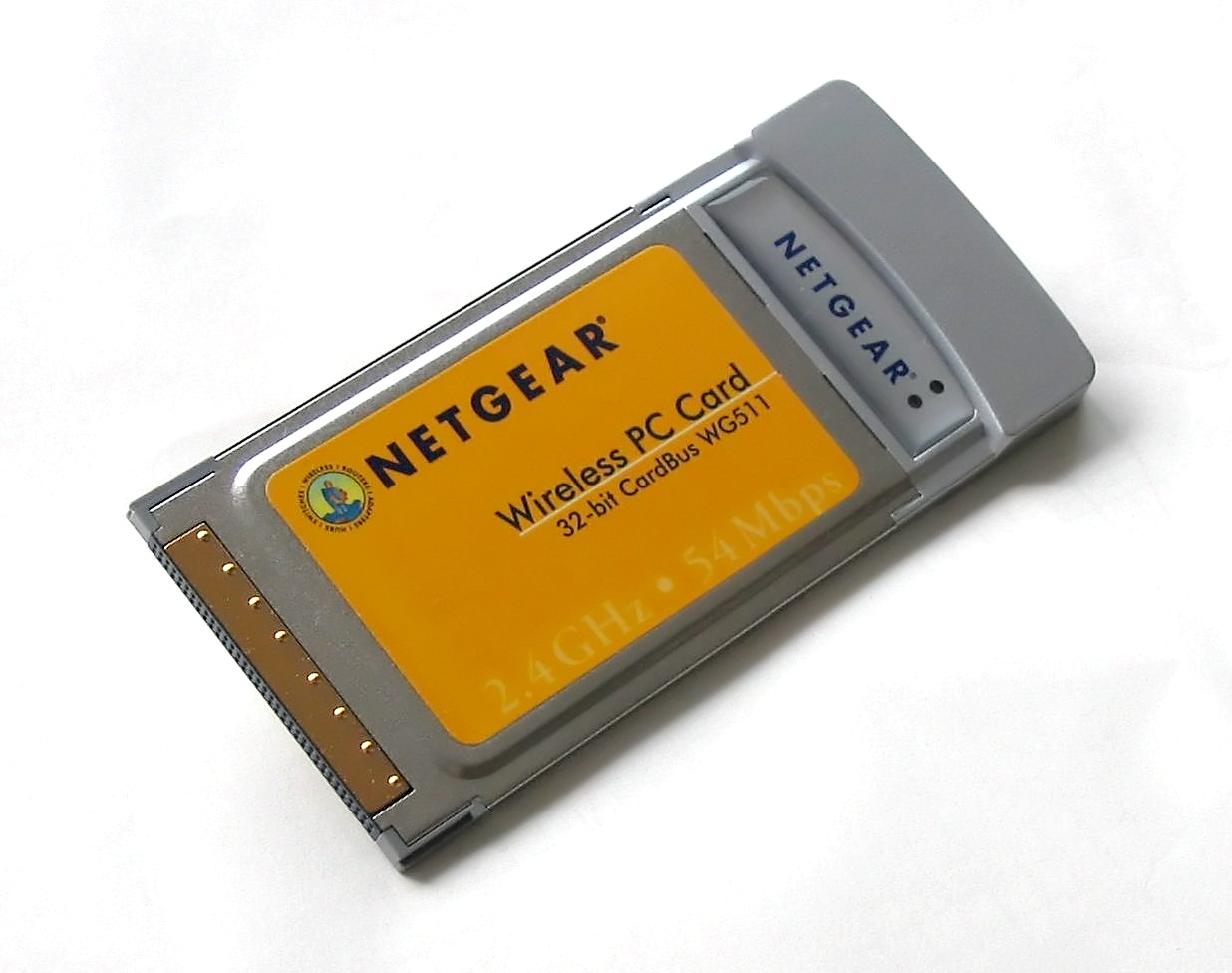
WLAN-CardBus-Karte Typ II

PC Card ist der aktuelle Name eines Standards für Erweiterungskarten mobiler Computer; zunächst waren diese Karten unter dem Namen PCMCIA-Karte bekannt, nach dem damaligen Standardisierungsgremium Personal Computer Memory Card International Association (PCMCIA).
PC Cards arbeiten stromsparend und unterstützen Hot-Plug, sind also im laufenden Betrieb wechselbar. Da alle zur automatischen Konfiguration des Treibers nötigen Eigenschaften der Karte auf dieser in der Card Information Structure (CIS) abgelegt sind, ist auch Plug and Play möglich.

## Entwicklung
Der erste vom Standardisierungsgremium erarbeitete Standard (PCMCIA Standard Release 1.0) war auf die Nutzung von PCMCIA-Karten als Speichererweiterungen ausgerichtet und wurde 1990 verabschiedet. Schon 1991 wurde jedoch Release 2.0 der Spezifikation veröffentlicht, die nun auch Protokolle für die Nutzung der PCMCIA-Karte als mobiler Datenspeicher und zur Bereitstellung von Kommunikationsschnittstellen enthielt. Im Jahr 1993 schließlich wurden die Spezifikationen für Release 2.1 nochmals überarbeitet.
Mit der Einführung des CardBus-Standards (PC Card Standard 5.0) 1995 wurden PCMCIA-Karten erstmals offiziell als PC-Karte (engl.: PC Card) bezeichnet. Inzwischen hat sich der Begriff PC Card schon allein wegen der im Gegensatz zur Abkürzung PCMCIA einfacheren Vermarktung durchgesetzt.
Der PC-Card-Standard hat bis jetzt drei verschiedene Unterstandards definiert:
1. PC Card 16: 8- bzw. 16-Bit-Datenbus. Die mit diesem Kartentyp erzielbaren Datenraten entsprechen etwa der von 16-Bit-ISA-Karten (etwa 16 Mbyte/s). Diese Karten können mit 5 oder 3,3 Volt betrieben werden.
2. CardBus: 32-Bit-Datenbus. Gegenüber PC Card 16 besitzen sie einen zusätzlichen, meist goldenen Kontaktstreifen auf der Oberseite. Das Protokoll von CardBus-Karten ist an PCI angelehnt, der Bustakt liegt bei 33 MHz und ist damit mit PCI-Steckkarten vergleichbar (max. 132 Mbyte/s). CardBus-Karten werden stets mit 3,3 Volt betrieben. Sie erlauben Busmastering, was die Prozessor-Belastung während der Datenübertragung verringert.
3. CardBay: eine Erweiterung der PCMCIA-Spezifikation aus dem Jahr 2001. Man wollte eine Kompatibilität mit USB und IEEE 1394 (FireWire) herstellen, aber das Vorhaben wurde nicht vollständig umgesetzt. Stattdessen wurde die Entwicklung der ExpressCard verstärkt. Es gibt nur wenige Notebooks (mit Controllern von TI oder O2Micro), die CardBay unterstützen.

## Bauform
Es existieren drei verschiedene Bauformen, die alle 85,6 mm × 54,0 mm messen, sich aber in ihrer Dicke unterscheiden:
- Typ III (3,3 mm) wird für Speicherkarten mit SRAM oder Flash eingesetzt. Reine Typ-I-Slots finden sich in beengten Platzverhältnissen.
- Typ III (5,0 mm) findet hauptsächlich für Modems, Netzwerkkarten etc. Anwendung. Dies sind die am Häufigsten anzutreffenden Slots.
- Typ III (10,5 mm) wurde ursprünglich für steckbare Festplattenlaufwerke benötigt, diese wurden aber durch die fortschreitende Miniaturisierung obsolet und waren kaum mehr verbreitet. Die größere Bauhöhe macht aber die Unterbringung von Anschlüssen direkt im Kartengehäuse – somit auch bündig zum Notebookgehäuse – möglich, wodurch sich ein fragiles Adapterkabel erübrigt. Viele modernere Geräte enthielten keine expliziten Typ-III-Slots mehr.
- Aktuelle Notebooks weisen allenfalls noch einen ExpressCard-Slot auf, wobei auch dessen Verbreitung bereits abnimmt.

## Kompatibilität

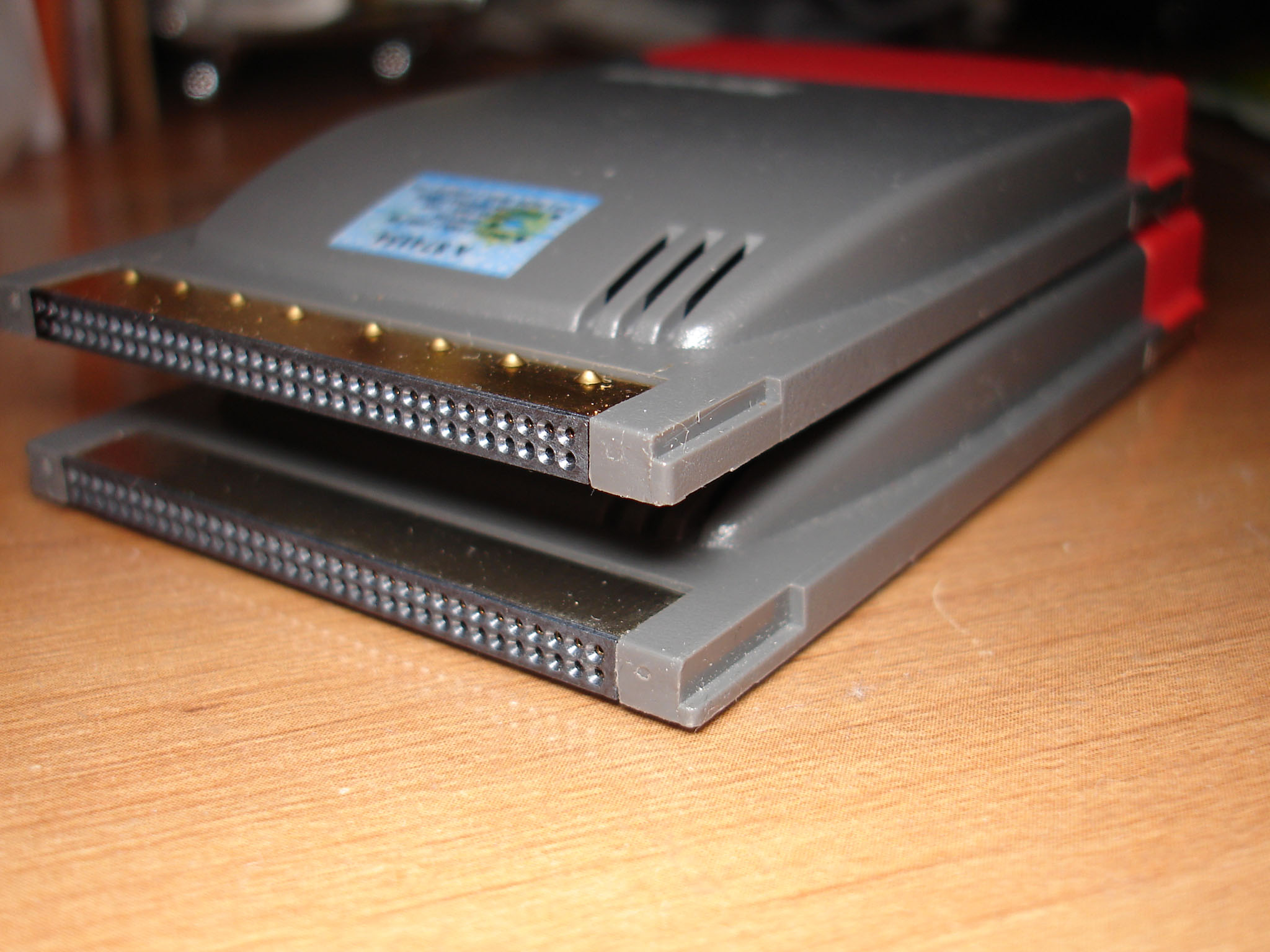
Oben eine Typ-III-Karte für 3,3 V, unten für 5 V

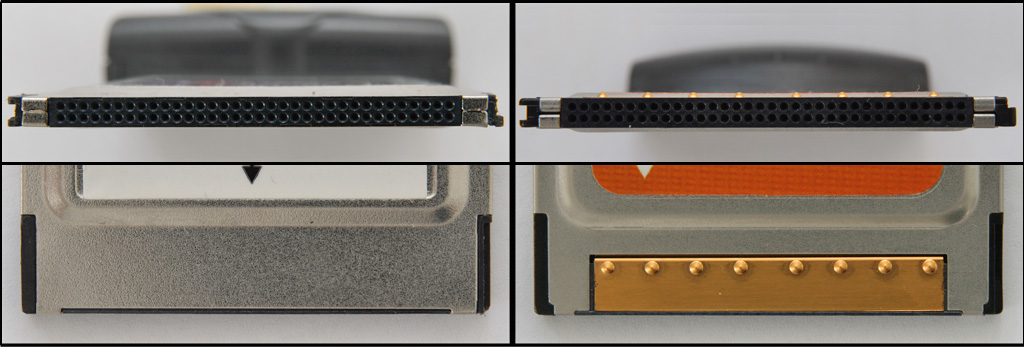
Unterschiede zwischen einer PC-Card-16-Karte (links) und einer CardBus-Karte (rechts)

Die Technik ist voll abwärtskompatibel. Slots für CardBus-Karten können also auch 16-Bit-Karten betreiben, aber nicht umgekehrt. Typ-II-Slots nehmen auch Typ-I-, aber keine Typ-III-Karten auf. Jedoch stehen häufig zwei Typ-II-Slots übereinander zur Verfügung, sodass in den unteren Slot eine Typ-III-Karte eingesteckt werden kann, die in den zur Verfügung stehenden Raum im oberen Slot mitbelegt.
Die für eine Karte erforderliche Spannung ist über eine Aussparung an der rechten Seite der Stirnseite codiert. So wird verhindert, dass man 3,3-Volt-Karten in Slots betreibt, die nur 5 Volt liefern. In Slots, die für 3,3-Volt-Karten geeignet sind, könnten auch 5-Volt-Karten gesteckt werden, aber der Kartentreiber wird die Spannung nicht zuschalten. Einige Karten können an 5-Volt- und 3,3-Volt-Slots – also mit beiden Spannungen – betrieben werden.
Über einen geeigneten Adapter können PC Card 16 auch in einem CompactFlash-Slot verwendet werden. Es gibt momentan keine Möglichkeit eine CardBus-Karte in einem üblichen PDA zu verwenden. Es gibt aber einige wenige PDAs mit PC-Card-Schnittstelle. Notebooks ab Herstellungsjahr 1999 sind in der Regel mit CardBus-Slots ausgestattet.

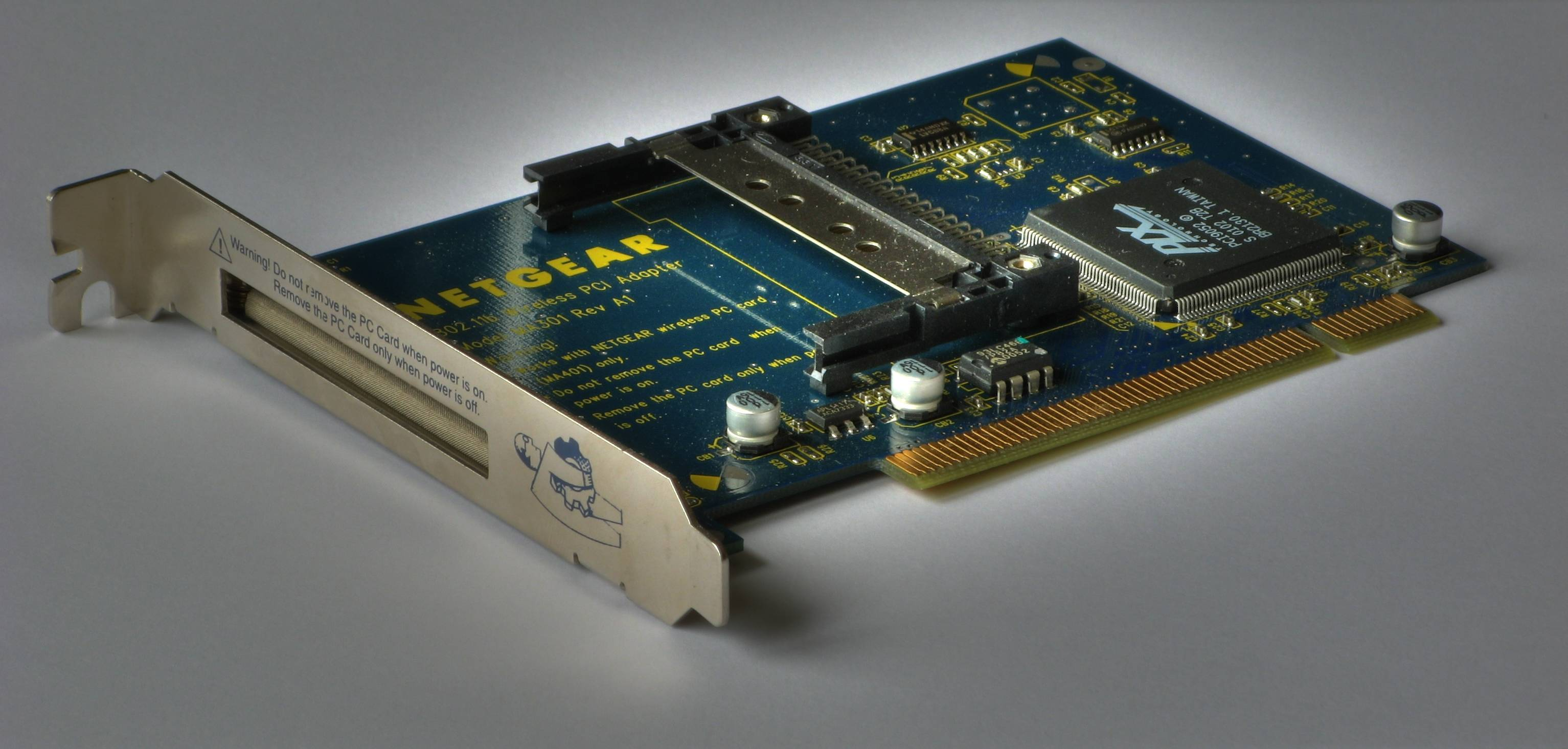
PCMCIA-Adapter für PCI-Bus

Für Desktop-Computer existieren PC-Card-Adapter für den PCI-Bus. Diese realisieren den Steckplatz über eine Steckkarte mit separatem PCI-PC-Card-Controller, unterstützen aber in den meisten Fällen kein Hot-Plug.

## PC Card und der Nachfolger ExpressCard
Als Nachfolger der 32-Bit-PC-Card wurde von der PCMCIA, unter dem Codenamen NEWCARD, die ExpressCard entwickelt.
Diese gibt es als ExpressCard/34 (34 × 75 mm, 5 mm dick) sowie ExpressCard/54 (54 × 75 mm, 5 mm dick, der Anschluss entspricht der ExpressCard/34, dadurch hat dieses Modell eine L-Form).
Eine ExpressCard/34 ist damit fast um die Hälfte kleiner als eine PC Card der vergangenen Generation. Sie kann sowohl die interne USB-2.0-Schnittstelle (480 Mbit/s = 60 MByte/s) als auch die PCI-Express-1x-Schnittstelle (1 Lane) benutzen. PCI Express arbeitet in jeder Richtung mit 2500 MBit/s, was wegen der 8b10b-Codierung 250 MByte/s entspricht. Eine PC Card 32 kommt auf 1066 Mbit/s (133 MByte/s). Damit ist die ExpressCard etwa doppelt bzw. sogar viermal so schnell, wenn eine Duplex-Übertragung zustande kommt.
ExpressCards sind nicht abwärtskompatibel zu normalen PC Cards. Solche Karten können also nicht ohne weiteres in herkömmlichen CardBus-Slots oder vorhandene PC Cards bzw. CardBus-Karten in einem ExpressCard-Slot betrieben werden. Jedoch gibt es einen Bridging-Adapter von ExpressCard auf PC Card, der das ermöglicht.
Ebenso gibt es – unter anderem von verschiedenen Mobilfunkanbietern – Adapter, um Datenkarten im ExpressCard/34-Format und mit USB-Interface in einem PC-Card-Slot zu betreiben. Diese enthalten einen Interfacekonverter. Karten mit nativem PCI-Express-Interface (etwa Gigabit-Ethernet, eSATA, FireWire) werden von solchen Adaptern nicht unterstützt.

## Beispiele

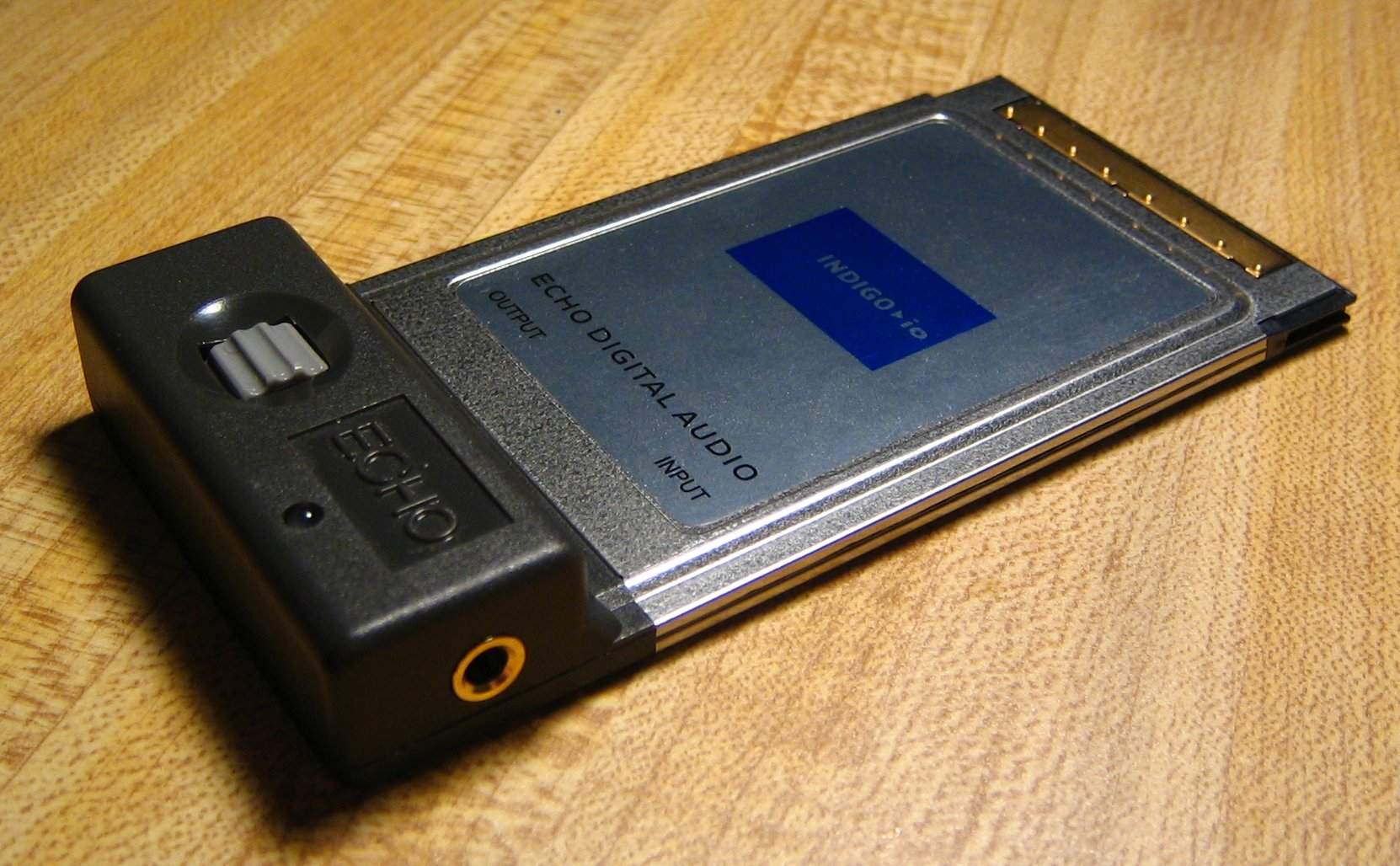
Echo Indigo-Soundkarte
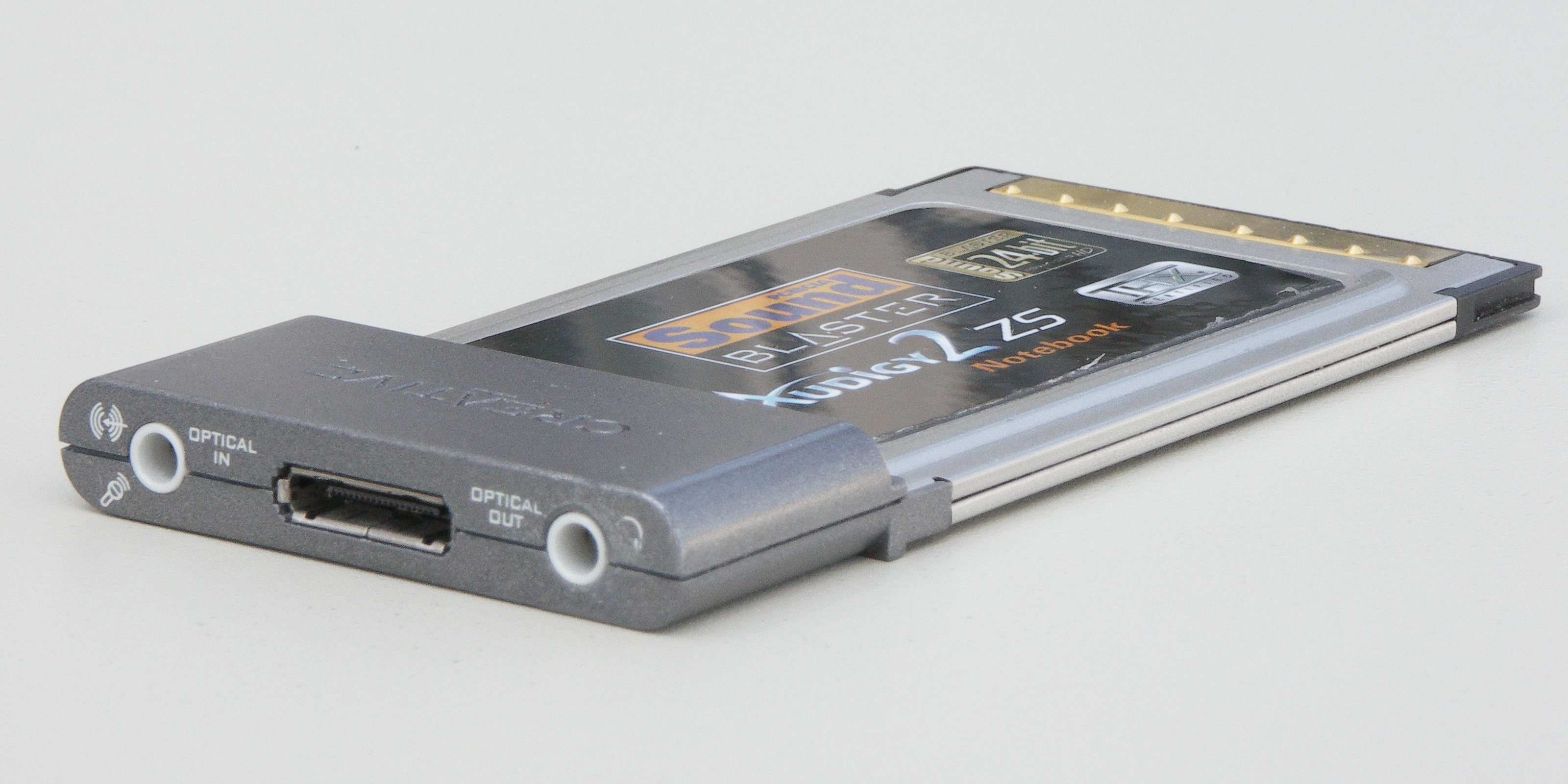
Soundblaster-Soundkarte
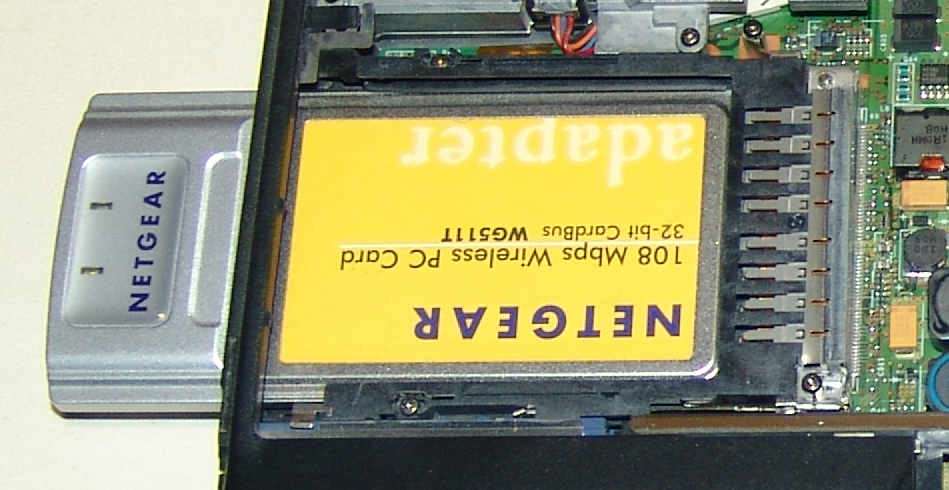
Eingesetzte WLAN-Karte von Netgear (Thinkpad T20 mit demontierter Tastatur)
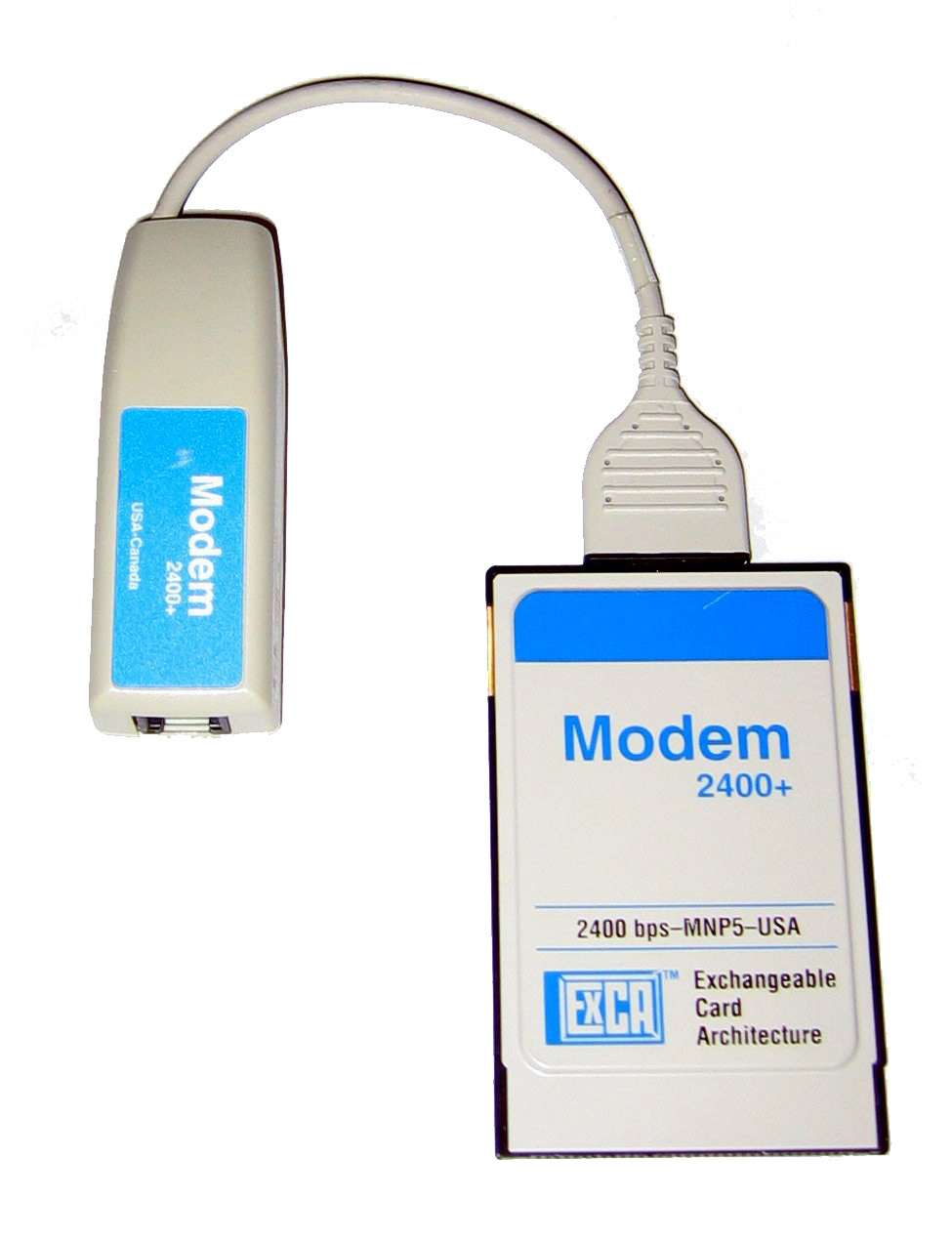
PC-Card-Modem mit externer Anschlussbox
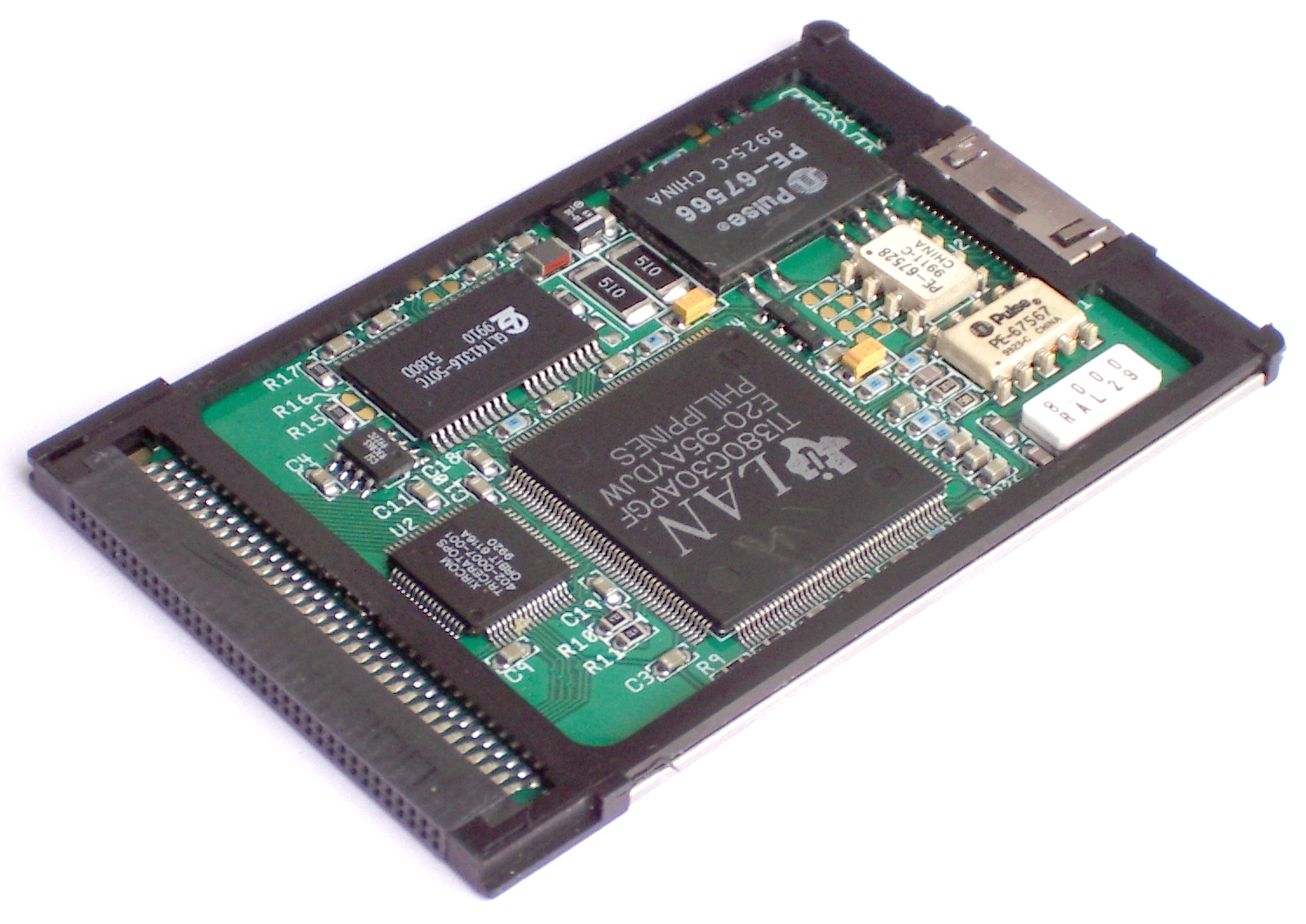
Geöffnete Netzwerkkarte
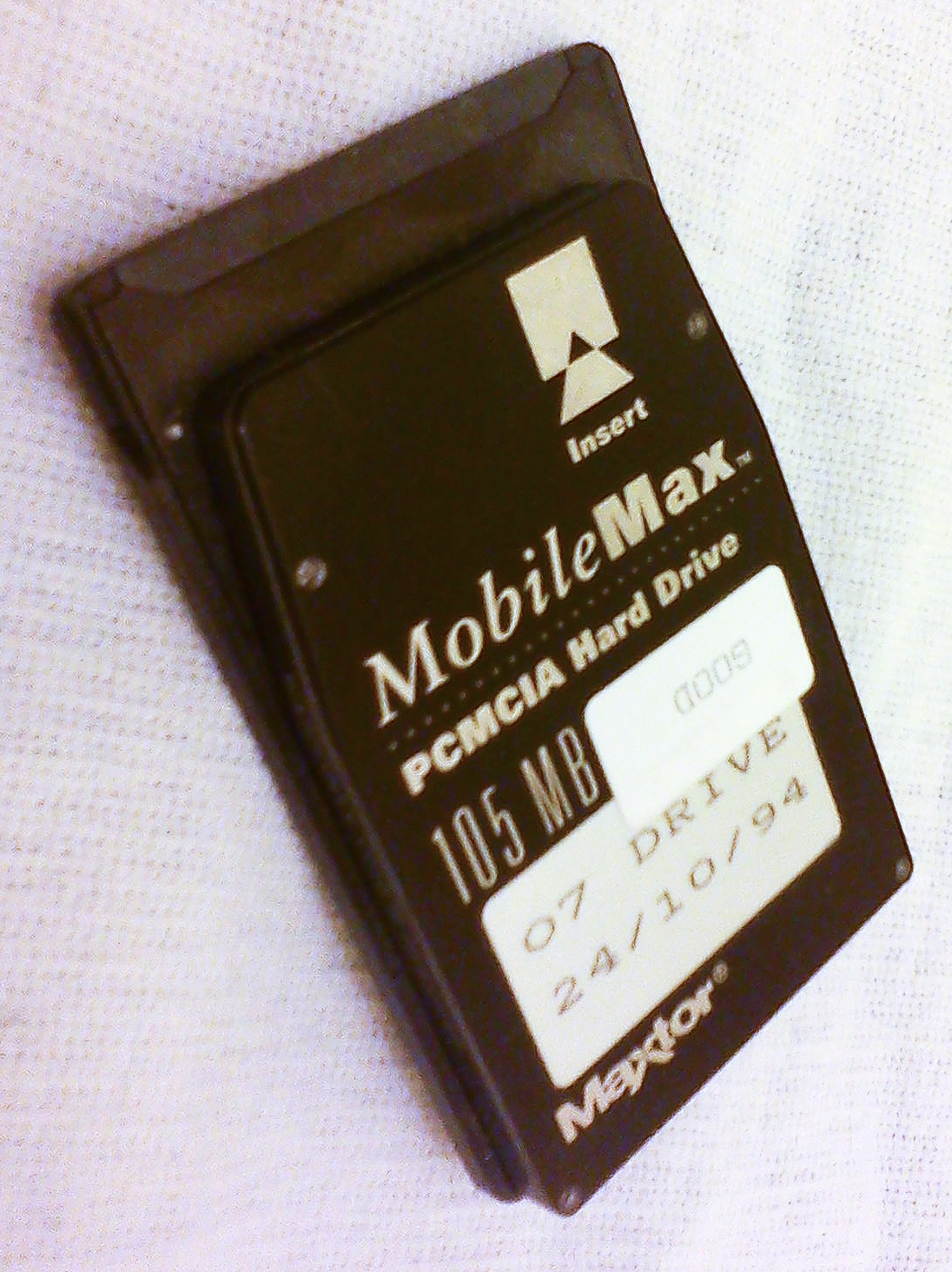
PCMCIA Festplatte der Firma Maxtor mit 105 MB Kapazität aus dem Jahr 1994
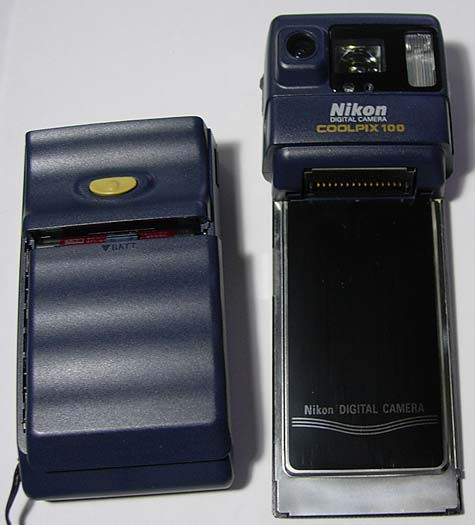
Nikon Coolpix 100 Digitalkamera mit 1 MB internen Speicher
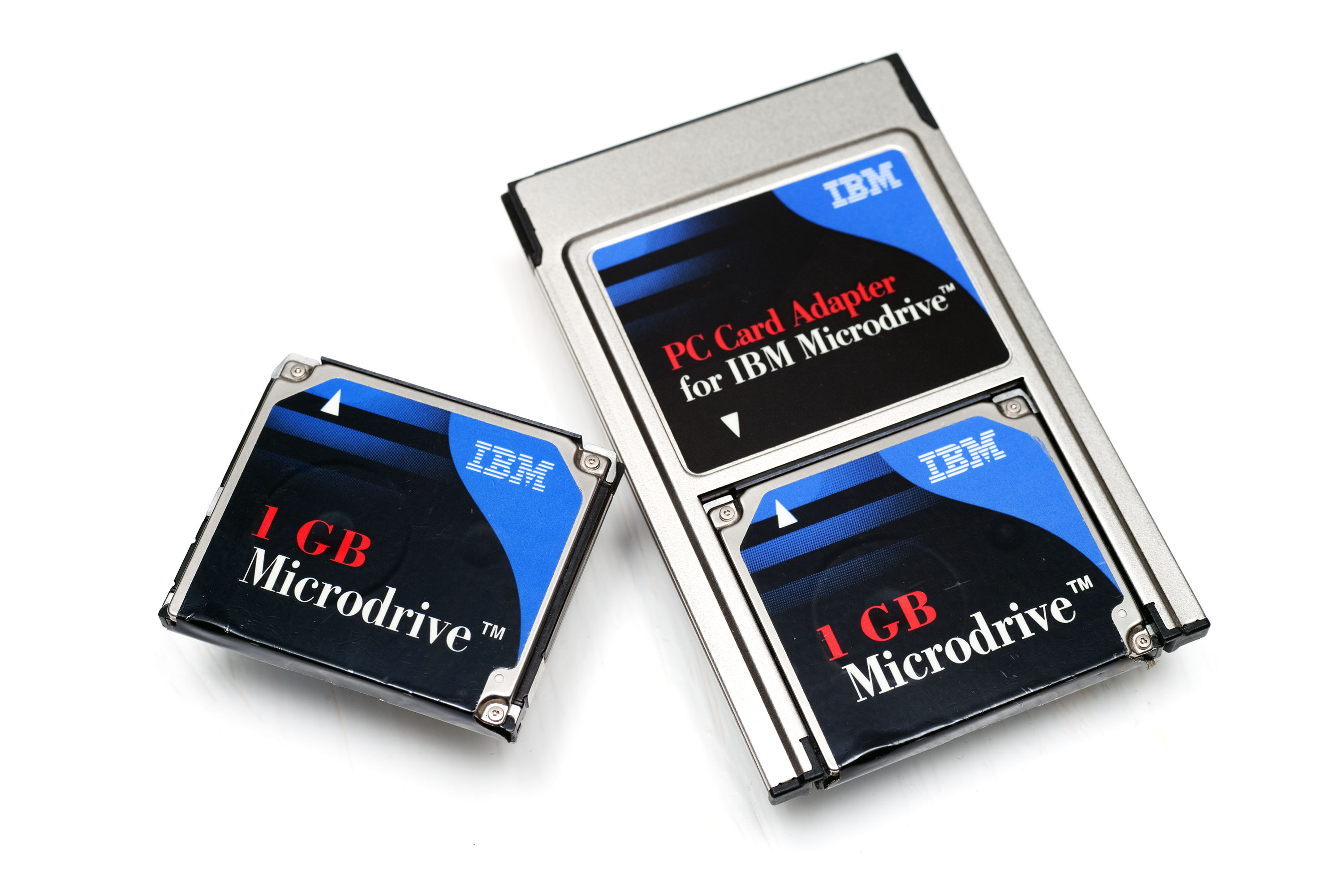
IBM Microdrive und PC-Card-Adapter

## Trivia
Die komplizierte frühere Bezeichnung PCMCIA wurde scherzhaft auch als „People Can't Memorize Computer Industry Acronyms“ (Niemand kann sich die Akronyme der IT-Industrie merken) gedeutet. Diese alternative Deutung diente gleichzeitig als Merkhilfe.